# Agnes Inglis
Agnes Ann Inglis (ur. 3 grudnia 1870 w Detroit, zm. 30 stycznia 1952 tamże) – amerykańska archiwistka i działaczka anarchistyczna. Główna nadzorczyni Kolekcji Labadiego na Uniwersytecie Michigan.

## Wczesne lata
Agnes Inglis urodziła się 3 grudnia 1870 w Detroit jako córka Agnes (z domu Lambie) i Richarda Inglis. Oboje jej rodzice pochodzili ze Szkocji. Jej ojciec był lekarzem. Była najmłodszym dzieckiem w konserwatywnej, religijnej rodzinie, kształciła się w akademii dla dziewcząt w Massachusetts. Jej ojciec zmarł w 1874, siostra jakiś czas później zmarła na raka, a matka w 1899, zanim Inglis skończyła trzydzieści lat.
Po śmierci matki Inglis studiowała historię i literaturę na Uniwersytecie Michigan, otrzymując zasiłek od dalszej rodziny. Opuściła uniwersytet przed ukończeniem studiów i spędziła kilka lat jako pracownik socjalny w chicagowskim Hull House, Franklin Street Settlement House w Detroit i YWCA w Ann Arbor. Podczas pracy w tych miejscach nabrała współczucia dla położenia robotników-imigrantów w Stanach Zjednoczonych, a ostatecznie dzięki tym doświadczeniom rozwinęła u siebie przekonania polityczne.
W 1915 Inglis poznała Emmę Goldman i zaprzyjaźniła się z nią, a wkrótce potem z kochankiem i towarzyszem Goldman, Aleksandrem Berkmanem. Wraz z wybuchem I wojny światowej poszerzyła swoją radykalną działalność i poświęciła wiele czasu oraz pieniędzy rodziny na wsparcie prawne, szczególnie w czasie czerwonej paniki w latach 1919-1920.

## Kolekcja Labadiego
Zaprzyjaźniła się z Josephem Labadie i w 1924 odkryła, że materiały dotyczące ruchów radykalnych, które ten podarował Uniwersytetowi Michigan w 1911 nie były prawie w ogóle pielęgnowane. Kolekcja pozostała nieopracowana, trzymana w zamkniętej skrzyni. Zaczęła pracować jako wolontariuszka na pełny etat, starannie porządkując i katalogując to, co stało się później znane jako Kolekcja Labadiego. Jej wkład był wyjątkowy. Stosowała niekonwencjonalne metody porządkowania. Na kartach katalogowych do informacji bibliograficznych o pozycjach dodawała niekiedy osobiste opinie.
Po kilku latach Inglis i Labadie nawiązali korespondencję listowną z 400 radykałami, prosząc o wypowiedzi na temat ich osobistych doświadczeń i wysiłków organizacyjnych. Choć początkowy odzew był słaby, w ciągu następnych 28 lat anarchiści przekazali do kolekcji ogromną ilość publikacji, pism i materiałów dokumentalnych. Wśród nich znajdują się dokumenty Rogera Baldwina, Elizabeth Gurley Flynn i Ralpha Chaplina. Inglis pomagała również wielu osobom w ich badaniach i publikacjach, jak Henry’emu Davidowi w The Haymarket Tragedy i Jamesowi J. Martinowi w Man Against the State. Praca Inglis była znana w całych Stanach Zjednoczonych, a po śmierci wielu anarchistów dekady później, ich rodziny przekazywały swoje zbiory do kolekcji. Szacuje się, że jej wysiłki zwiększyły rozmiar oryginalnej kolekcji mniej więcej dwudziestokrotnie.

## Śmierć
Zmarła 30 stycznia 1952 w Michigan, pozostawiając po sobie obszerną i wyczerpującą bibliotekę na temat radykalnych ruchów społecznych. Wraz z jej śmiercią zagubiły się jednak pewne niuanse organizacji kolekcji.